# Evelyne Marie France Neff
Evelyne Marie France Neff, nata Migliori (Hussigny-Godbrange, 12 ottobre 1941), è una politica francese naturalizzata tedesca di origine italiana, decorata con l'ordine al merito della Repubblica Federale di Germania.

## Biografia
Di ascendenza italiana, si trasferì emigrando dal suo paese in Lorena, a Hussigny-Godbrange.
Gran parte della sua vita politica si svolse a Schramberg, città della Foresta Nera in Germania.
È la madre di Christophe Neff, un geografo franco-tedesco.